# SMS Geier
Le SMS Geier est un croiseur léger de la marine impériale allemande lancé le 18 octobre 1894. Le navire appartient à la classe Bussard, dont il est la sixième et dernière unité.

## Service

### Amériques
Ce petit croiseur est bâti par les chantiers navals impériaux de Wilhelmshaven pour un coût de 2 588 000 marks. Il entre en service le 24 octobre 1894 pour la zone de la mer Baltique, dont la base navale est à Kiel. Il est mis hors service le 21 janvier 1895 pour des travaux complémentaires. Il repart le 9 décembre 1897 pour Haïti, afin de protéger les sujets allemands et les intérêts commerciaux de l'Empire allemand, alors qu'un conflit embrase la région. Il arrive le 3 janvier 1898 à Saint Thomas, île caraïbe appartenant au royaume du Danemark, alors que les navires écoles allemands SMS Charlotte et SMS Stein ont déjà ramené le retour à l'ordre à Haïti. Le SMS Geier poursuit donc sa route à Santiago de Cuba, puis à La Guaira et Puerto Cabello et enfin à Port-d'Espagne (24 mars au 6 avril), où il reçoit l'ordre de visiter l'Argentine et le Brésil.
Lorsque la guerre hispano-américaine éclate, le SMS Geier s'est déjà rendu au Pernambuco et il se trouve à Bahia. Il est envoyé en observation, toujours pour assurer la sécurité des sujets allemands et défendre les intérêts commerciaux du pays. Le croiseur aide à l'évacuation des civils étrangers de La Havane, puis mouille à Veracruz au Mexique et, après la fin de la guerre, à La Nouvelle-Orléans, où il demeure onze jours.
C'est le 25 octobre suivant que le SMS Geier prend le départ pour visiter à nouveau l'Argentine et la côte ouest du continent. Il passe en février 1899 le détroit de Magellan et visite les ports de Valparaiso, Callao, Panama, etc., et met le cap au nord. Du 11 au 27 mai 1899, le SMS Geier se trouve devant Puerto San José avec un croiseur britannique, afin de régler un litige financier contre le gouvernement du Guatemala. Ensuite, le croiseur prend la direction du sud, retourne à Guayaquil, alors que la confédération d'Amérique centrale est en pleins troubles à cause du président nicaraguéen Zelaya. Le navire visite plusieurs ports centre-américains et ensuite jette l'ancre à San Francisco le 14 août 1899. Il y reste à quai pour des réparations.
Il en repart le 8 septembre pour Vancouver, puis met le cap au sud le 18 octobre. Il atteint, après nombre de visites, Puerto Montt au Chili, le 14 février 1900, dont il repart vers le nord le 21 février.

### Chine
Il est à Acapulco le 9 juillet 1900, lorsqu'il reçoit l'ordre de rejoindre l'escadre d'Extrême-Orient (Ostasiengeschwader) à cause des troubles dus à la révolte des Boxers en Chine. Le croiseur part donc le 11 juillet et retrouve l'escadre le 29 août à Tchéfou, après être passé par Honolulu et Yokohama.
En octobre 1900, le SMS Geier est dans la concession allemande de la baie de Kiautschou (« Kiaou-Tchéou », en français de l'époque) dont le port est à Tsingtau (« Tsingtao », en français de l'époque), puis il se rend à Shanghai, où il demeure, jusqu'en janvier 1901. Par la suite, le croiseur est chargé de missions de surveillance le long du Yang-Tsé-Kiang, jusqu'à Tchongking, en remplaçant le SMS Bussard. Le croiseur demeure plusieurs années en Chine et ne quitte sa mission de surveillance fluviale qu'en avril 1905.
Après s'être arrêté quelque temps à Tsingtau, le navire prend la direction de Yap, afin de remplacer le SMS Seeadler qui patrouillait entre Amoy et Souatao. Le navire remplit plusieurs missions (avec d'autres navires de l'escadre) le long des côtes de Chine centrale, du Japon et de la Corée. À l'automne 1902, il croise dans les eaux des Indes néerlandaises et de Singapour. De mars à avril 1903, il est en réparations à Nagasaki. Il stationne la plupart du temps à Tchemulpo au début de la guerre russo-japonaise de 1905. Le chantier naval de Tsingtau ne suffit pas à ses réparations, aussi est-il décidé de retourner dans l'Empire allemand. Il prend donc le chemin du retour le 14 janvier 1905, après sept ans de service outremer. Il arrive le 16 mars pour être entièrement modernisé.

### Méditerranée, Afrique et Asie
Le SMS Geier est remis en service au début de l'année 1911. Il est relancé de Kiel le 8 mai. Il rejoint la zone d'Afrique orientale allemande le 9 juillet, où il doit être désormais stationné, la base se trouvant à Dar es Salam, mais il est envoyé le 2 octobre en Méditerranée, car la guerre italo-turque vient d'éclater. Il est donc au Pirée, le 16 novembre et il est chargé de suivre les événements de Tripolitaine et de Palestine. Il est en conséquence officiellement rattaché à la zone navale de Méditerranée en 1912. En mai 1912, il se trouve à Corfou, où le Kaiser Guillaume II est en villégiature, et où il croise à bord du SMY Hohenzollern. Ensuite le Geier est à quai à Trieste, qui appartient à l'Autriche-Hongrie, pour révision.

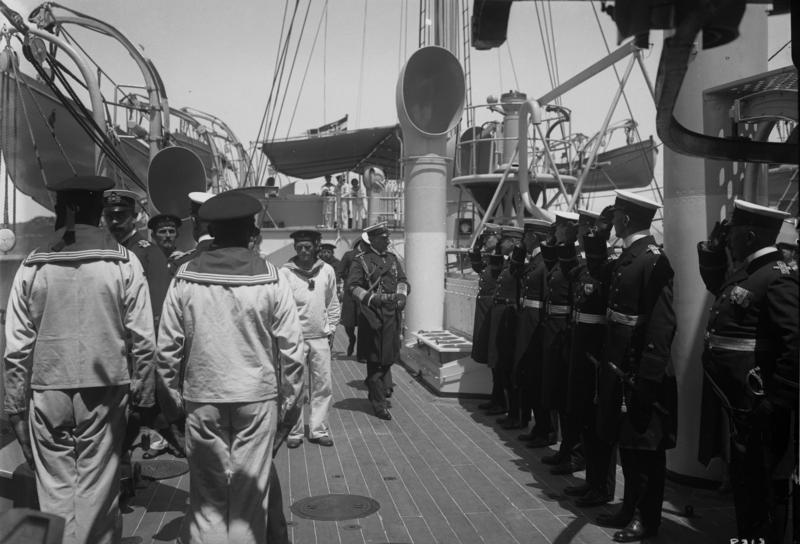
Visite de l'empereur Guillaume II à bord du SMS Geier, en Crète

Le navire prend la direction des eaux ottomanes en Méditerranée orientale. Tandis qu'il mouille à Haïfa en Palestine, le 31 janvier 1913, une chaudière à charbon explose, provoquant la mort de deux hommes d'équipage. En août 1913, le navire participe avec le SMS Breslau au blocus des côtes monténégrines, après que le Monténégro eut refusé de donner Scutari au nouveau duché d'Albanie, contrairement à ce qui avait été prévu par la conférence des ambassadeurs.
Après de nouvelles révisions à Trieste d'octobre à janvier, le Geier retourne en Afrique orientale allemande. Il atteint Aden le 22 janvier 1914. Il y rejoint le SMS Seeadler qui avait remplacé seul le Geier pendant son absence et qui retourne en Allemagne. Le Geier demeure jusqu'au 5 mai en Afrique orientale, date à laquelle il est remplacé par le petit croiseur SMS Königsberg. Le SMS Geier est alors reclassé en canonnière. Le 12 juin 1914, le bateau part pour la Nouvelle-Guinée allemande que le SMS Condor a quittée en novembre dernier. Le SMS Cormoran (sister-ship du Geier) s'y trouvait jusqu'en mai, mais était alors immobilisé à Tsingtau pour réparations.

### Débuts de la Première Guerre mondiale
La canonnière SMS Geier se trouve à Singapour du 25 au 29 juillet 1914 et elle reçoit l'ordre le 1er août de retrouver l'escadre à Yap. Les navires de charge de la compagnie maritime DADG Elmshorn et Bochum sont envoyés avec 1 700 tonnes de charbon devant l'île de Florès, afin que le Geier puisse y charbonner le 5 août. L’Elmshorn part ensuite pour les côtes des Indes néerlandaises récupérer encore du charbon tandis que le Bochum continue sa route avec l'ancien croiseur. Ce dernier doit à plusieurs reprises être remorqué à cause de pannes. Il arrive le 20 août aux Moluques, où il rencontre le SMS Emden qui escorte le Markomania de la HAPAG. Le commandant du Geier, le korvettenkapitän Carl Graßhoff, apprend par celui de l’Emden que l'escadre commandée par le vice-amiral von Spee est partie en direction de l'Amérique du Sud. Le capitaine Graßhoff décide donc de rester sur zone et de ne pas rejoindre la nouvelle zone d'opérations. L’Elmshorn arrive à sa rencontre le 23 août, avec seulement 800 tonnes de charbon à bord, à cause du rationnement. Le Bochum est donc envoyé à son tour en chercher à Angaur. Il y rencontre un navire de la Norddeutscher Lloyd réquisitionné, le Tsingtau, qui n'a pas eu le temps de rejoindre l'escadre du vice-amiral von Spee. Les deux navires de la DADG lui donnent donc tout leur chargement et leurs provisions non nécessaires et partent se réfugier à Manille qui est neutre.
Le SMS Geier et le Tsingtau partent donc ensemble pour les mers du sud. Ils trouvent le 4 septembre à Kusai un navire britannique, le Southport, qui se trouve là à cause du mauvais temps, en attendant de repartir avec sa cargaison de phosphate. Les Anglais, qui étaient partis d'Australie, ne sont pas encore au courant de la déclaration de guerre. Le Geier décide de continuer, cette fois-ci à voile, de l'autre côté de l'île. Le Tsingtau et le Geier atteignent Majuro le 11 août. Ils y retrouvent un autre navire de la Norddeutscher Lloyd, le Locksun, chargé d'approvisionner l'escadre et resté encore dans l'archipel, pour ravitailler les croiseurs auxiliaires Prinz Eitel Friedrich et SMS Cormoran. Graßhoff prend la décision de retrouver l'escadre en Amérique du Sud en passant par Honolulu. Mais le navire est victime d'avaries de machinerie et d'approvisionnement d'eau. Il ne  peut partir que le 21 août et prend une vitesse de croisière de huit nœuds, tout en se mettant à la voile de temps en temps, et en se mettant parfois à la remorque du Locksun. Il atteint Honolulu le 15 octobre. Il y retrouve huit bateaux de marchandises allemands. Les États-Unis sont encore neutres, mais deux navires de combat japonais, l’Izumen et l’Azuma, sont en train de patrouiller aux abords du port. Finalement le 8 novembre, les autorités américaines internent les deux navires allemands.

### Sous le drapeau américain
Les autorités américaines craignent que les deux bateaux ne reçoivent l'ordre de se saborder, aussi envoient-elles leurs équipages en captivité à Fort Douglas, près de Salt Lake City, bientôt rejoints par l'équipage du Cormoran qui avait sabordé son navire à Guam. Lorsque les États-Unis entrent en guerre, le 6 avril 1917, le Geier est réquisitionné par la marine américaine sous le nom d'USS Schurz et entre en service le 15 septembre 1917 en tant que canonnière (gunboat). Jusqu'au début de l'année 1918, il est chargé d'escorter quatre sous-marins américains de la côte ouest, à travers le canal de Panama, jusqu'à la mer des Caraïbes. Le navire est ensuite affecté à Charleston à des missions de surveillance de la côte est et des Caraïbes. La canonnière entre en collision le 21 juin 1918 avec le vapeur Florida (un membre d'équipage trouve la mort) au large de la Caroline du Nord. Elle met trois heures à couler.

## Commandants

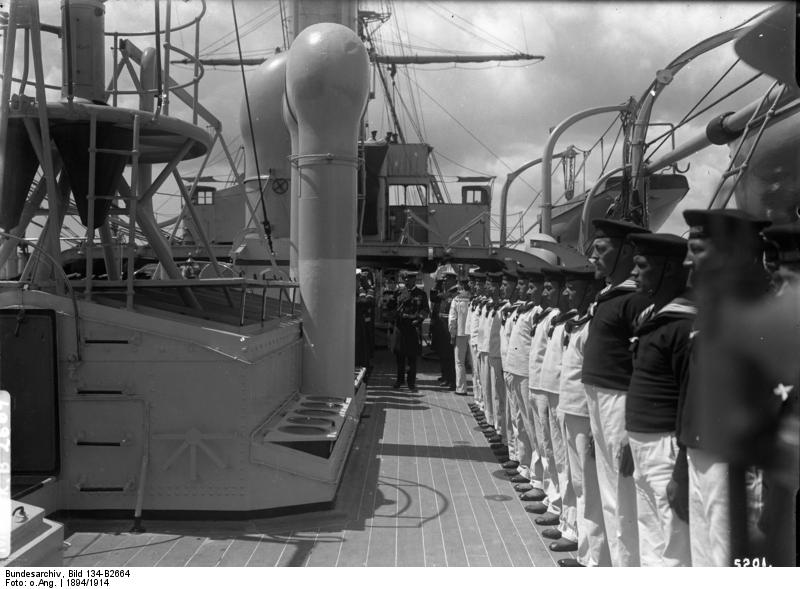
Visite de Guillaume II à bord du SMS Geier

- Octobre 1895 - janvier 1896: capitaine-lieutenant Ludwig Bruch
- Décembre 1897 - novembre 1899: Korvettenkapitän Hermann Jacobsen (de) (1859-1943)
- Novembre 1899 - janvier 1901: Korvettenkapitän Wilhelm Peters (1858-1943)
- Février - septembre 1901: Korvettenkapitän Hermann Bauer (1875-1958)
- Septembre 1901 - septembre 1902: Korvettenkapitän Paul Hilbrand (1862-1934)
- Septembre 1902 - février 1903: Korvettenkapitän Rudolf Berger (1864-19?)
- Février - décembre 1903: Korvettenkapitän Georg Wuthmann (de) (1863-1940)
- Décembre 1903 - mars 1905: Korvettenkapitän Ernst von Studnitz (de) (1865-1907)
- Avril 1911 - mai 1913: Korvettenkapitän Franz Halm (1874-1918)
- Mai 1913 - mai 1917: Korvettenkapitän Carl Graßhoff (1876-1943)

## Notes

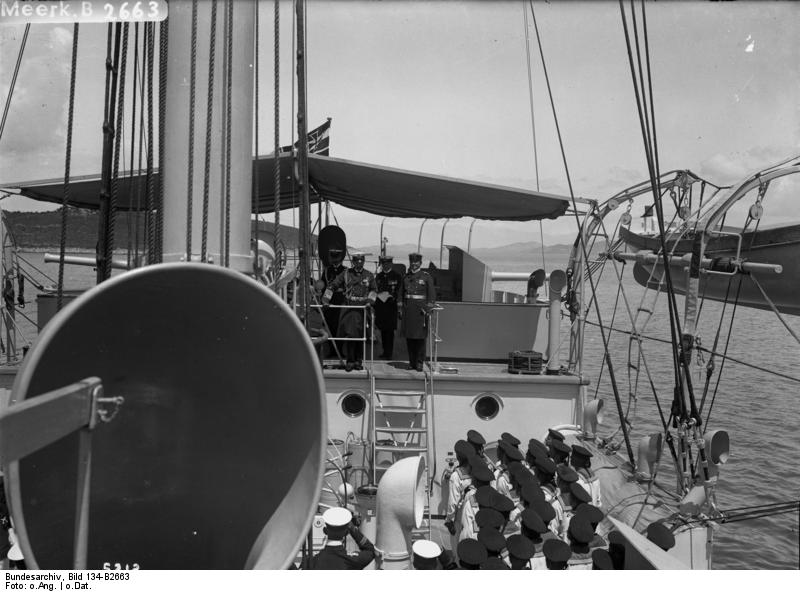
Visite de Guillaume II à bord du SMS Geier

## Bibliographie

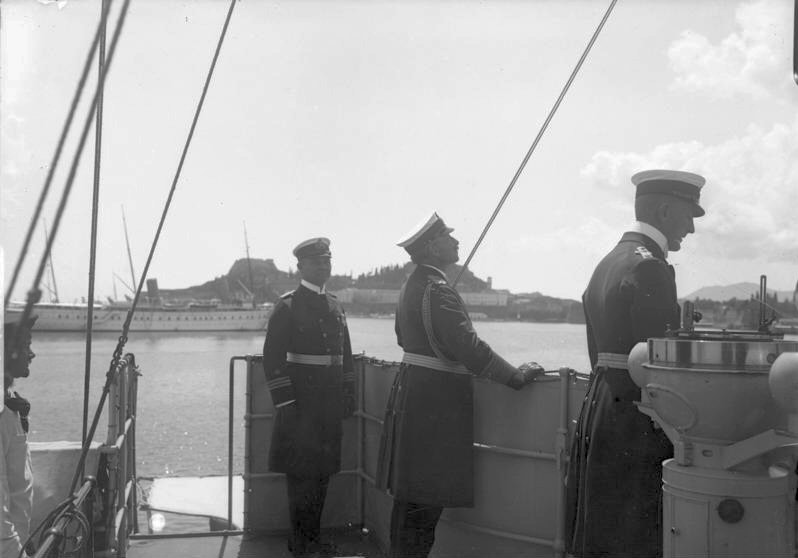
Guillaume II à bord du SMS Geier

## Données techniques

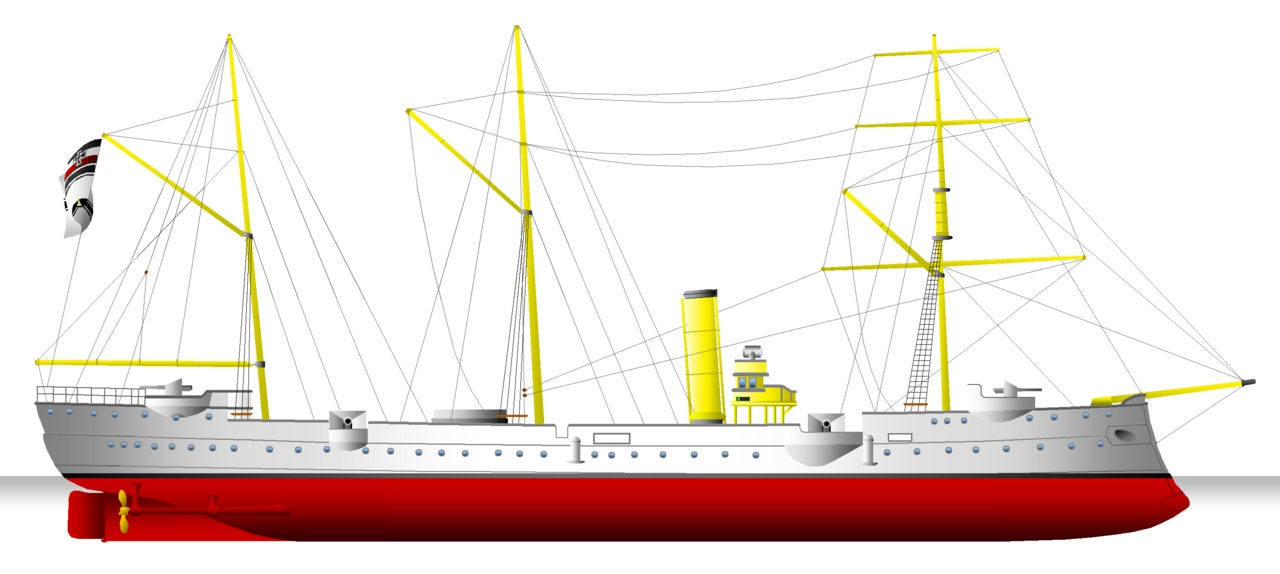
Illustration représentant le SMS Geier

- Longueur : 76 m
- Largeur : 10 m
- Tirant d'eau : 4,8 m
- Déplacement : 1 600 tonnes
- Voilure : 856 m2
- Vitesse : 16,2 nœuds
- Équipage : 166 hommes